# Список дипломатических миссий Гвинеи

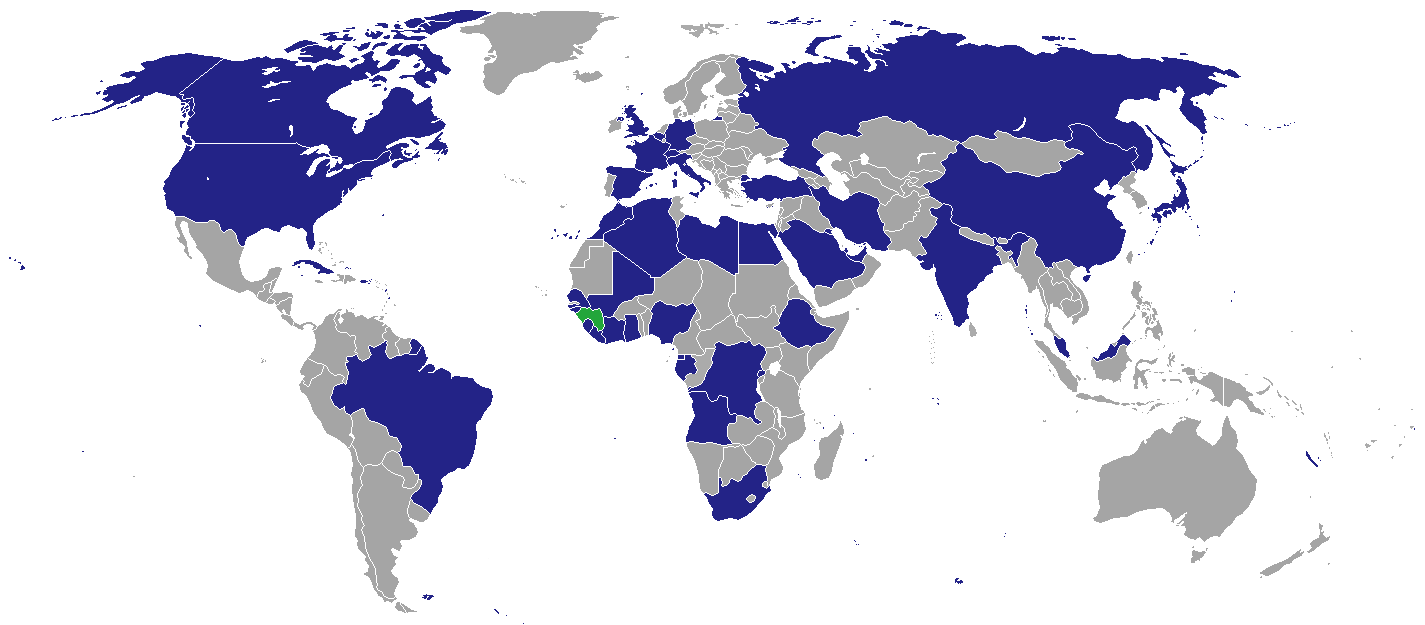

Список дипломатических миссий Гвинеи — дипломатическое представительство Гвинейской Республики за рубежом остаётся неизменным с 1985 года. Кроме двусторонних отношений, эта страна поддерживает связи с различными международными организациями, участвует в работе Организации африканского единства, Экономического сообщества стран Западной Африки и др.

## Европа
- Бельгия, Брюссель (посольство)
- Франция, Париж (посольство)
- Германия, Берлин (посольство)
- Италия, Рим (посольство)
- Россия, Москва (посольство)
- Сербия, Белград (посольство)
- Испания, Мадрид (посольство)
- Швейцария, Женева (посольство)
- Великобритания, Лондон (посольство)

## Северная Америка
- Канада, Оттава (посольство)
- Куба, Гавана (посольство)
- США, Вашингтон (посольство)

## Южная Америка
- Бразилия, Бразилиа (посольство)

## Ближний и Средний Восток
- Иран, Тегеран (посольство)
- Саудовская Аравия, Эр-Рияд (посольство)
  - Джидда (генеральное консульство)
- ОАЭ, Абу-Даби (посольство)
  - Дубай (генеральное консульство)

## Африка
- Алжир, Эль-Джазаир (посольство)
- Ангола, Луанда (посольство)
- Кот д’Ивуар, Абиджан (посольство)
- Эфиопия, Аддис-Абеба (посольство)
- Египет, Каир (посольство)
- Габон, Либревиль (посольство)
- Гана, Аккра (посольство)
- Гвинея-Бисау, Бисау (посольство)
- Либерия, Монровия (посольство)
- Ливия, Триполи (посольство)
- Мали, Бамако (посольство)
- Марокко, Рабат (посольство)
- Нигерия, Абуджа (посольство)
- Сенегал, Дакар (посольство)
- Сьерра-Леоне, Фритаун (посольство)
- ЮАР, Претория (посольство)

## Азия
- Китай, Пекин (посольство)
- Япония, Токио (посольство)
- Малайзия, Куала-Лумпур (посольство)

## Международные организации
- Нью-Йорк (делегация при ООН)